# برنار ورله
برنار ورله (فرانسوی: Bernard Verley‎؛ زادهٔ ۴ اکتبر ۱۹۳۹) بازیگر و تهیه‌کننده اهل فرانسه است.
از فیلم‌ها یا برنامه‌های تلویزیونی که وی در آن نقش داشته‌است، می‌توان به لیدی چترلی، شبح آزادی، ملکه مارگو، راه شیری، الیزا، عشق در بعدازظهر، سی‌کیو، صد خشت و سفال، افسوس بر من، عشق در دریا، فرشته سیاه، رودن، پسیفیک پالسیدس، کمیسر لسکو و به لطف خدا اشاره کرد.